# Disa bivalvata
Disa bivalvata är en orkidéart som först beskrevs av Carl von Linné d.y., och fick sitt nu gällande namn av Théophile Alexis Durand och Schinz. Disa bivalvata ingår i släktet Disa och familjen orkidéer. Inga underarter finns listade i Catalogue of Life.